# Новокраснопіль
Новокраснопі́ль — село в Україні, у Томаківській селищній громаді Нікопольського району Дніпропетровської області. Населення — 22 мешканці.

## Географія
Село Новокраснопіль розташоване на відстані 1,5 км від сіл Краснопіль і Новодніпровка. Селом протікає пересихаючий струмок із загатою. Поруч проходить автошлях Р73.